# Karl August Bomansson

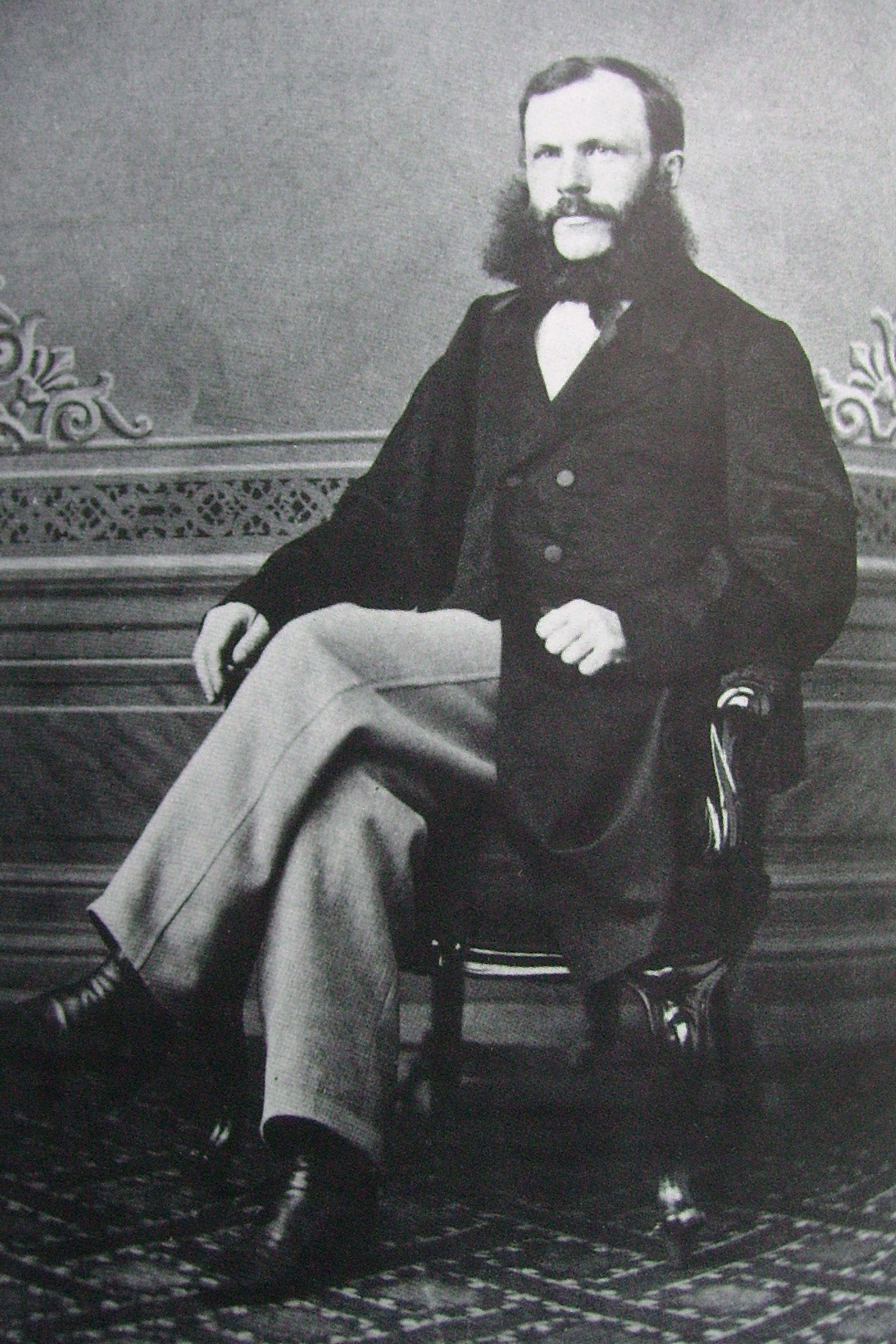
Karl August Bomansson

Karl August Bomansson (* 5. April 1827 in Saltvik auf Åland; † 7. Februar 1906 in Helsinki) war ein finnischer Archäologe, Archivar und Historiker. Er gilt als Pionier der Archäologie und des Archivwesens im Lande.

## Leben
1853 organisierte er die finnischen Senatsarchive und modernisierte sie. 1858 veröffentlichte er die erste Doktorarbeit über Archäologie in Finnland: Om Ålands fornminnen (deutsch Über Ålands vorgeschichtliche Denkmäler). Ab 1862 war er außerordentlicher Professor für Geschichte an der Universität Helsinki. Bomansson nahm 1867 an den Ausgrabungen in Kökar teil. Sein Assistent war Johannes Reinhold Aspelin (1824–1915). Zwischen 1870 und 1883 war er Chefarchivar des finnischen Nationalarchivs.
Bomanssons Dissertation beginnt mit den zahlreichen und auffälligen archäologischen Überresten auf Åland, den so genannten Ättehögarna (ungefähr „Ahnenhügel“) – Erdhügel, die die typischen Feuergräber der späteren Eisenzeit bedecken. Bomansson hat  50 bis 60 von ihnen untersucht, aber nach seiner Angabe blieb eine ausreichende Anzahl für zukünftige Forschungen, da es auf Åland „mehrere Hundert“ gäbe. Mit wenigen Ausnahmen fehlen jedoch die Informationen darüber, welche Grabhügel Bomansson untersucht hat.